# 조선 정신과 의사 유세풍
《조선 정신과 의사 유세풍》은 2022년 8월 1일부터 2022년 9월 6일까지 방송된 tvN 월화드라마다.

## 기획의도
침 못 놓는 천재 의원 유세풍, 이상하고 아름다운 계수의원에서 반전과부 서은우, 괴짜 스승 계지한을 만나 심의로 거듭난다. 아픈 자들에겐 따뜻한 처방을, 나쁜 놈들에겐 통쾌한 한방을 날리는 조선시대 정신과의사들의 행복 처방전!

## 제작진

### 제작사
- 미디어캔
- 영화사 일취월장

### 극본
- 박슬기
- 최민호
- 이봄

### 연출
- 박원국
- 강희주

## 등장인물

### 주요 인물
- 김민재 : 유세풍 역 - 침 못 놓는 천재 의원, 마음의 맥을 짚다!

인물, 학식, 성품 등등을 온전하게 갖춘 그 자체로 따듯한 십전대보탕(十全大補湯) 같았던 남자. 죽은 유후명의 아들.
- 김향기 : 서은우 역 - 팔방미인 반전 과부, 마음 아픈 이들의 사연을 추리하다!

아침 이슬 한 방울의 무게조차 버거워 날갯짓이 힘겨웠던 나비. 계수의원 심의.
- 김상경 : 계지한 역 - 돈 밝히는 괴짜 의원, 겉바속촉 스승님이 되다!

까칠한 첫마디에 놀랐다가도 그 까칠함 이면의 따스함에 중독되면 자꾸 만나고 싶고, 자꾸 얘기 나누고 싶어지는 사람 냄새 나는 사람. 계수의원의 수장. 죽은 유후명과 신귀수의 오랜 벗.

### 계수의원
- 안창환 : 만복 역 - 세풍 집안의 머슴, 남다른 풍채를 지닌 의리파 몸종, 무엇이든 삽시간에 먹어치우는 조선의 식신.
- 전국향 : 할망 역 - 외모만 봐서는 그 어떤 세상 근심도 다 상담해줄 수 있을 것 같은 어르신인데, 입만 열면 영락없는 7살 소녀다! 그렇다. 할망은 기억력을 잃은 매병(呆病, 치매) 환자다.
- 연보라 : 남해댁 역 - 계수의원의 살림을 책임지고 있다, 요리도 잘하고 목소리도 우렁우렁 크다. 남해 사람이라 남해댁이 되었다는 남해댁. 그러나 늘 의문의 북방 사투리를 쓰는 그녀는, 사실은 귀화한 이민족의 후손이다.
- 김수안 : 입분 역 - 개지랄 계지한이 어떤 말로 구박해도 굴하지 않고, 맞짱 뜨는데 주저함 없는 딸.
- 한창민 : 장군 역 - 계수의원 약재 창고 담당

### 궁 사람들
- 유성주 : 조태학 역 - 좌상

차갑고 괴팍하고 목표를 정하면 수단과 방법을 가리지 않는 권모술수의 달인, 왕 뒤에서 조정을 틀어쥐고 조선을 움직이는 보이지 않는 일 인자. 신우의 양아버지.
- 이서환 : 신귀수 역 - 내의원 어의

조태학 못지 않게 야욕이 넘치는 인물
- 오경주 : 세자에서 왕 역 - 아버지 주상전하의 북벌 야심과 나빠진 건강 때문에 하루도 마음 편할 날이 없다, 세엽은 유일하게 그런 고민을 털어놓는 친구다.

### 소락현 사람들
- 정원창 : 조신우 역 - 소락현 감찰 어사, 조태학의 양자

나이답지 않은 무게감과 날카로운 카리스마를 뿜어내는 냉철한 남자. 조씨 가문의 서자.
- 김형묵 : 임순만 역 - 소락현 좌수

강자에게 약하고 약자에게 강한 전형적인 소인배, 소락 향청(지방 수령을 자문, 보좌하던 자치기구)의 좌수(향청의 우두머리).
- 김학선 : 서 현령 역 - 은우 부

소락현 현령, 법을 집행하는 것에서 그치지 않고, 몸소 모범을 보이는 현령이다.
- 남현우 : 칠성 역 - 관아 포졸

동헌 포졸, 소락현 토박이. 감나무집 아들. 순박하고 살짝 빈틈이 많은 어리바리 청년.

### 그 외 인물
- 김주령 : 청성 이 씨 마님 역 - 은우의 시어머니
- 고건한 : 은우의 시동생 역 - 구미호 사건의 진범, 임순만과 손을 잡고 관직을 위해 진상품을 빼돌린 범인
- 임영주 : 단이 역 - 은우의 시종
- 박세현 : 월이 역 - 왕실 수라간 나인, 신귀수의 계략으로 의도치 않게 선왕 시해에 연관되어버렸다. 담간증(간질) 환자. 유일하게 궁안에서 선왕 시해사건에 대한 진실을 알고 있는 자.
- 강지우 : 연희 역 - 몽유증(몽유병)환자, 구미호 사건에 휘말려 누명을 쓰게 되었다.
- 박도준 : 연희의 아버지 역
- 장희령 : 효연 역 - 수전증 환자, 소락현 정대감집 규수
- 백석광 : 이길수 역 - 효연의 정혼자, 집착적이고 편집증적인 성격으로 효연을 정신적으로 옥죄고 있다.
- 문용일 : 반이 역 - 정대감이 개밥이라는 뜻의 개반(飯)이라 이름을 지어줬으나 효연이 벗이라는 뜻의 반(伴)이라는 이름으로 개명해주었다.
- 김승태 : 정대감 역
- 오한결 : 석철 역 - 조 대감집 서자, 친모인 라합에게 지속적인 학대를 받고 있다.
- 이지하 : 저동궁 마님 역 - 준영과 휘영의 어머니, 조대감의 정실 부인.
- 정예빈 : 라합 역 - 조 대감집 첩실 부인, 기생 출신. 석철의 친모.
- 미상 : 준영 역 - 조 대감집 장남, 적자
- 미상 : 휘영 역 - 조 대감집 차남, 적자
- 하민 : 유정의 시어머니 역
- 김한나: 장유정 역 - 중인 출신, 죽은 설이의 어머니, 울화증 환자
- 지은 : 허 씨 역 - 양반집 김 씨(유정의 남편)의 첩실, 유정을 방화범으로 모함한 인물, 상습 신분 위조사기범
- 박시현 : 허씨 마님 역
- 전혜연: 연화 역 - 소락현 최 참판의 딸
- 이규현 : 손무영 역 - 소락산 약초꾼, 연화의 정인
- 박재완 : 전규형 역 - 계지한, 유후명, 신귀수의 스승, 조태학의 눈에 들기 위해 배신을 한 신귀수에 의해 명을 달리했다.

### 특별출연
- 안내상 : 선왕 역 - 조태학과 신귀수의 계략으로 단사초라는 약초로 독살을 당했다. 세자의 아버지. (1회)
- 장현성 : 유후명 역 - 세엽의 아버지, 이조판서. 내의원 도제조. 지한의 벗. (1회)
- 오대환 : 내의원 의원 역 - 수라간 나인의 담간증(간질)을 사망했다 오진한 인물
- 김태겸 : 내의원 의원 역
- 윤병희 : 줄타기 왈패꾼 역, 현훈(어지럼증)병을 앓고 있다. (1회)
- 이상이 : 김윤겸 역 - 할망의 아들, 지난 병자호란때 어머니가 돌아가셨다 생각하고 등을 졌던 자 (5회)
- 손종학 : 조 대감 역 - 양반집 대감, 준영&휘영&석철의 아버지. 라합의 두 번째 남편. (6회)
- 안상우 : 양반집 김 씨 역 - 가난한 양반집 출신, 유정의 남편, 신분을 앞세워 유정을 이익적 혼사 상대로 폄하한 인물 (7회)
- 우도환:

## 시청률
최저 시청률과 최고 시청률은 시청률 조사회사와 지역별로 시청률에 차이가 있을 수 있습니다.
| 2022년 | 2022년   | 2022년         | 2022년       |
| 회차   | 방송일   | AGB 시청률     | AGB 시청률   |
| 회차   | 방송일   | 대한민국(전국) | 수도권(서울) |
| ------ | -------- | -------------- | ------------ |
| 제1회  | 8월 1일  | 3.864%         | 3.720%       |
| 제2회  | 8월 2일  | 5.062%         | 4.679%       |
| 제3회  | 8월 8일  | 4.321%         | 4.817%       |
| 제4회  | 8월 9일  | 5.059%         | 4.449%       |
| 제5회  | 8월 15일 | 5.127%         | 4.915%       |
| 제6회  | 8월 16일 | 4.973%         | 4.683%       |
| 제7회  | 8월 22일 | 4.652%         | 4.575%       |
| 제8회  | 8월 23일 | 4.749%         | 4.354%       |
| 제9회  | 8월 29일 | 4.456%         | 4.663%       |
| 제10회 | 8월 30일 | 5.180%         | 4.718%       |
| 제11회 | 9월 5일  | 4.323%         | 4.227%       |
| 제12회 | 9월 6일  | 5.099%         | 5.356%       |

## OST
Part.1 솔지 - 사랑스런 너의 곁에 (2022.08.02 발매)
Part.2 안녕하신가영 - 그댈 많이 좋아하는가 봐요 (2022.08.09 발매)
Part.3 스탠딩에그 - 반짝이는 그대여 (2022.08.16 발매)
Part.4 소향 - 눈이 부시게 (2022.08.23 발매)

## 참고사항
- 김형묵과 안창환은 2019년에 방송된 SBS 금토드라마 《열혈사제》 이후로 3년만에 재회하는 작품이다.
- 극중 10회와 11회 예고편에서 잠시 언급되었던 아부용(阿芙蓉)은 양귀비과의 한해살이 풀이며, 약재로 쓰일 때는 설사나 이질, 폐병의 기침을 가라앉는 용도로 사용되지만, 그 열매는 아편이라는 마약으로 사용된다. (조태학에게 새로운 돈벌이로 임순만이 충성맹세를 하며 아첨을 했던 물품이 아부용으로 만든 마약이었다.)
- 훙서(薨逝) : 왕과 귀족의 죽음을 높여 이르는 말 (12회에서 선왕의 독살을 훙서로 표현하였다.)
- 촬영 도중 제작진 버스 교통사고로 PD가 사망하였다.

## 같이 보기
- 대한민국의 텔레비전 드라마 목록 (ㅈ)
- 2022년 대한민국의 텔레비전 드라마 목록